# Pablo Cruise
Pablo Cruise è un gruppo pop rock composto da David Jenkins (chitarra e voce), Cory Lerios (tastiere e voce), Steve Price (batteria) e George Gabriel (basso e voce). Il complesso si formò nel 1973 nell'area di San Francisco, California ed ebbe una serie di canzoni di successo tra il 1977 e il 1981. Il loro primo singolo di successo fu Whatca Gonna Do? del 1977. A questo seguì altri successi, Love Will Find a Way e Don't Want to Live Without It del 1978, e Cool Love del 1981.

## Storia
I Pablo Cruise pubblicarono il primo album nel 1975, Pablo Cruise, che riscosse scarso successo. Inizialmente, molti fan non sapevano chi era veramente Pablo Cruise; quando alla band fu posta la domanda, avrebbero risposto "è il tizio nel mezzo". Quando fu loro chiesto cosa significasse Pablo Cruise, avrebbero detto che «Pablo rappresenta un individuo onesto, vero, pratico; Cruise rappresenta l'attitudine al divertimento e l'indulgenza nei confronti della vita».
Loro pubblicarono il secondo album nel 1976, dal titolo Lifeline; il disco ebbe miglior successo del primo, ma in classifica si piazzò appena al 139º posto in USA. L'album del 1977 A Place in the Sun fu il punto di svolta della carriera della band perché finalmente entrarono nella scena musicale autorevole. Con il singolo Watcha Gonna Do? e la title track A Place in the Sun, il disco balzò al 19º posto della classifica Billboard. Il gruppo è tuttora in attività, con concerti negli Stati Uniti, principalmente in California e dintorni.

## Modifiche alla formazione

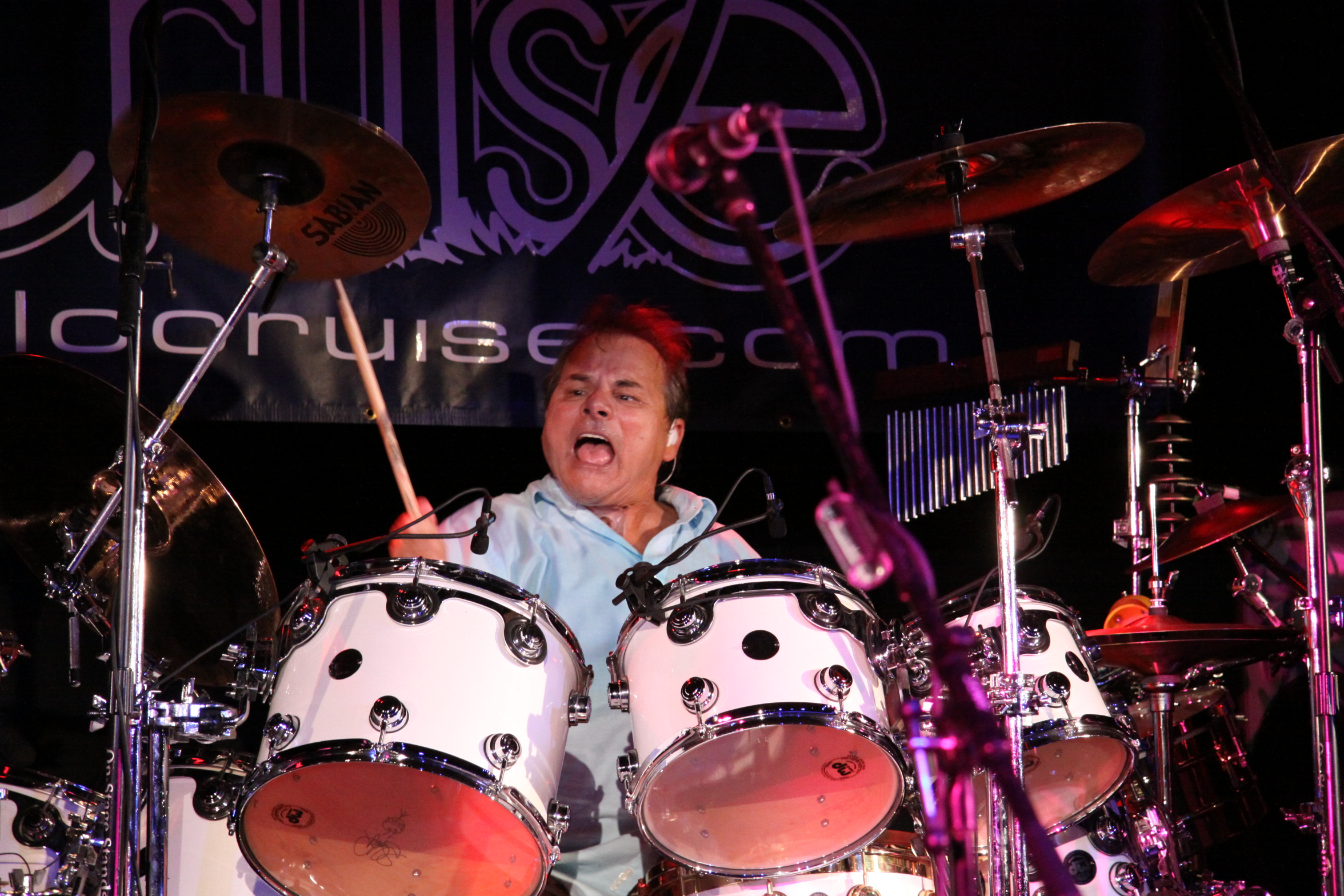
Il batterista Steve Price durante un concerto in Loomis, California.

Il bassista-cantante originale era Bud Cockrell, che fu sostituito dall'ex bassista dei Santana Bruce Day nel 1977. Quest'ultimo dopo poco fu sostituito ancora da John Pierce nel 1980, quando fu aggiunto un altro chitarrista, Angelo Rossi. Nel 1983, per l'uscita di Out of Our Hands, la band subì il maggior cambiamento, quando il batterista Price fu avvicendato da David Perper, e Rossi fu sostituito da Stef Birnbaum dopo soltanto un album.
Il disco fu un insuccesso, vista la crescente popolarità della musica new wave, e allora i quattro membri originali si riunirono e andarono in tour dal 1983 al 1985 sino a che infine si sciolsero.
Nel 2004 il gruppo si riformò di nuovo con tre dei quattro membri originali: Jenkins, Lerios e Price.
Al posto del bassista Day c'è George Gabriel al basso e voce.

## Membri

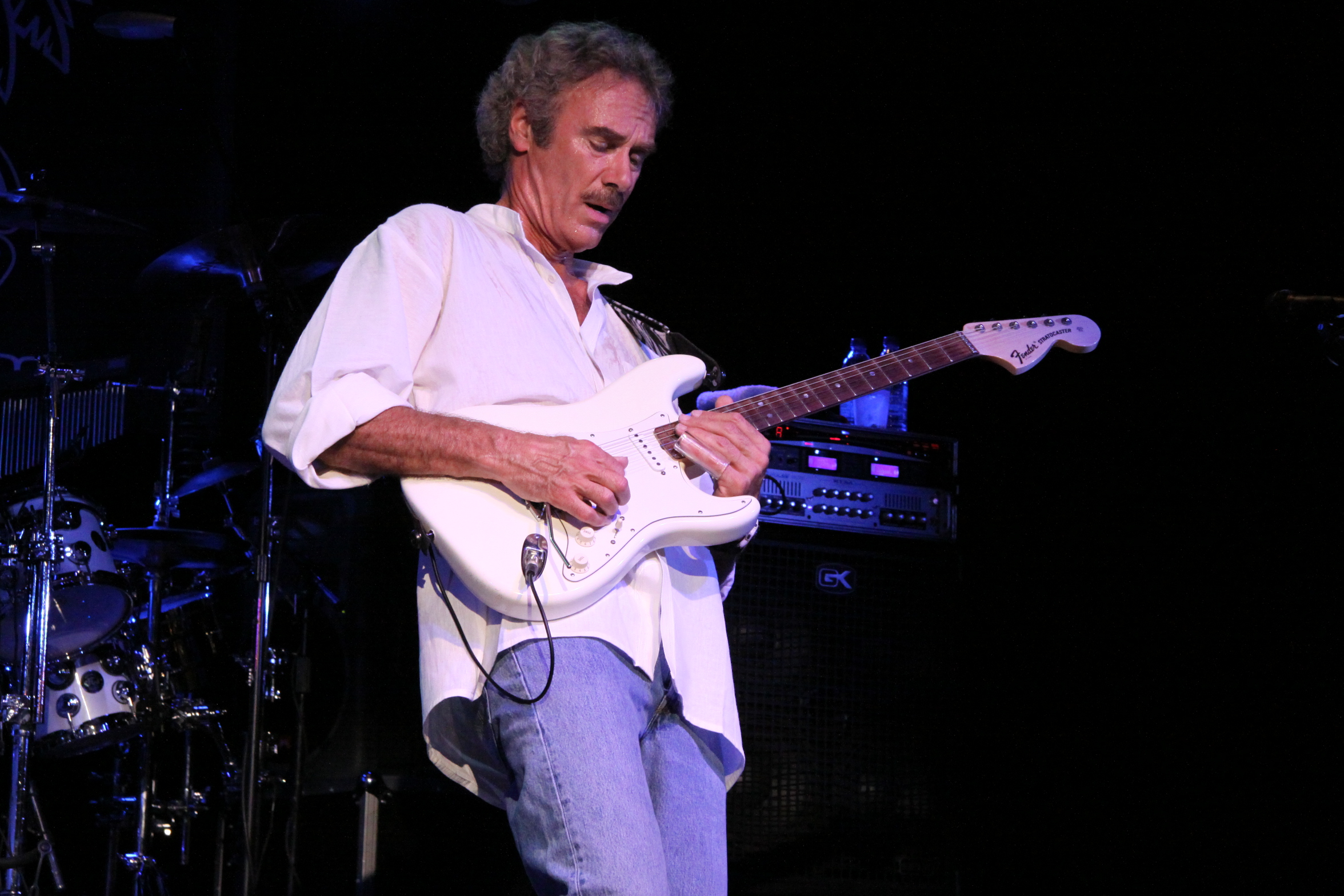
Il cantante e chitarrista David Jenkins durante un concerto in Loomis, California.

### Formazione attuale
- David Jenkins - chitarra, voce (1973-1986, 1996-presente)
- Cory Lerios - tastiere, sintetizzatori, voce (1973-1986, 2004-presente)
- George Gabriel - basso, voce (2004-presente)
- Steve Price - batteria (1973-1981, 2004-presente)

### Ex membri
- Bud Cockrell - batteria, voce (1973-1977, 1985-1986, 1996-2004)
- Bruce Day - batteria, voce (1977-1980)
- John Pierce - batteria, voce (1980-1984)
- Angelo Rossi - chitarra, voce (1981-1982)
- David Perper - batteria, percussioni (1982-1984)
- Stef Burns - chitarra, voce (1982-1984)
- Jorge Bermudez - voce, percussioni (1983-1984)
- Kincaid Miller - tastiere (1996-2004)
- Kevin Wells - batteria, percussioni, cori (1996-2002, 2002-2004)
- James Henry - percussioni (1999-2004)
- Billy Johnson - batteria, percussioni (2002)
- Ken Emerson - chitarra, voce (2002)
- Renita - cori (2002)
- Caroline - cori (2002)

## Discografia

### Album
- 1975 - Pablo Cruise
- 1976 - Lifeline
- 1977 - A Place in the Sun
- 1978 - Worlds Away
- 1979 - Part of the Game
- 1981 - Reflector
- 1983 - Out of Our Hands
- 2001 - The Best of Pablo Cruise